# Эреф
Эреф (фр. Eref) — деревня и супрефектура в Чаде, расположенная на территории региона Гера. Входит в состав департамента Мангальме.

## Географическое положение
Деревня находится на юге центральной части Чада, к западу от сезонно пересыхающего водотока Мурмо, на высоте 508 метров над уровнем моря.
Населённый пункт расположен на расстоянии приблизительно 443 километров к востоку-северо-востоку (ENE) от столицы страны Нджамены.

## Население
По данным официальной переписи 2009 года численность населения Эрефа составляла 25 152 человека (12 137 мужчин и 13 015 женщин). Население супрефектуры по возрастному диапазону распределилось следующим образом: 53,8 % — жители младше 15 лет, 39,8 % — между 15 и 59 годами и 6,4 % — в возрасте 60 лет и старше.

## Транспорт
Ближайший аэропорт расположен в городе Монго.